# Euzkadi
Euzkadi és el nom donat a partir de 1901 a la pàtria basca per Sabino Arana, el creador del nacionalisme basc, la qual estaria formada pels territoris peninsulars de Biscaia, Guipúscoa, Àlaba i Navarra en Espanya, i de Zuberoa, Baixa Navarra i Lapurdi que en l'actualitat formen part del Departament de Pirineus Atlàntics a França. Els membres del Partit Nacionalista Basc, fundat per Arana en 1895, continuen en l'actualitat utilitzant internament aquesta denominació en el seu honor.

## Evolució
En la segona meitat del segle xix, també s'havien utilitzat els termes Euskeria, Euzkaria i Euzkadia. Arana crea aquest terme relacionant amb un possible culte solar dels antics vascons derivat del vocable en basc "Eguzki" (sol).
Institucionalment, després del primer Estatut basc de 1936, es va constituir el "Govern d'Euzkadi" i alguns organismes i institucions oficials van rebre aquest nom, com la Marina de Guerra Auxiliar d'Euzkadi (Euzko itsas Gudarostea): creada a l'octubre de 1936 per la Conselleria de Defensa del Govern Basc, dirigida pel mateix lehendakari José Antonio Aguirre, per a missions de protecció del trànsit marítim i neteja de mines en les aigües que estaven sota la seva jurisdicció. A més s'encunyà moneda i segells amb aquesta llegenda.
"Euzkadi" va continuar usant-se fins a la dictadura franquista, data en la qual en fou prohibit el seu ús. Posteriorment, finalitzada la guerra i després dels anys de la dictadura, la variant "Euskadi", més d'acord amb l'etimologia basca de la paraula, és la qual s'utilitza en l'actualitat encara que solament com nom oficial en basc de la Comunitat Autònoma del País Basc que inclou solament una part dels territoris abans esmentats, per als quals s'usa comunament el terme Euskal Herria i, antigament, Vascònia.

## Altre ús
Els nacionalistes bascos en l'exili van donar el nom d'Euzkadi a diferents publicacions periòdiques : 
- Euzkadi fou una revista nacionalista basca publicada a Bilbao en 1911.
- Euzkadi fou un diari nacionalista basc publicat a Bilbao, de 1913 a 1937.
- Euzkadi fou un documental rodat al País Basc en 1933.
- Euzkadi fou una revista nacionalista basca publicada a Caracas, Veneçuela, per exiliats bascos, des de 1942 a 1950.
- Euzkadi fou una revista nacionalista basca publicada a Xile, per exiliats bascos, des de 1943 a 1944.
- Euzkadi fou un butlletí publicat pel comitè Extraterritorial del Partit Nacionalista Basc a Mèxic, en 1959.